# Snaresbrook (metropolitana di Londra)
La stazione di Snaresbrook  è una stazione della linea Central della metropolitana di Londra.

## Storia
La stazione fu aperta il 22 agosto 1856  dalla East Counties Railway, come parte dell'estensione per Loughton, in seguito prolungata fino a Epping e a Ongar nel 1865.
La stazione passò nel 1862 sotto il controllo della Great Eastern Railway (GER), che la gestì fino alla riorganizzazione delle compagnie ferroviarie nel 1923, quando la GER fu fusa insieme ad altre compagnie nella London & North Eastern Railway (LNER).
Snaresbrook fu parzialmente ricostruita nel 1893, con l'installazione di una piattaforma a baia, che rimase in uso fino al trasferimento della stazione alla London Underground.
La stazione fu trasferita dalla LNER alla rete metropolitana, sotto il controllo del London Passenger Transport Board, il 14 dicembre 1947 come parte dell'estensione orientale della linea Central oltre Leytonstone. Questa estensione era stata progettata nell'ambito del New Works Programme del 1935-40, ma il suo completamento era stato ritardato dalla guerra.
Snaresbrook è un pregevole esemplare di stazione suburbana dell'epoca vittoriana, con qualche aggiunta posteriore, e comprende l'edificio della stazione, costruito in mattoni, e pensiline in ferro e legno sulle piattaforme. Una biglietteria secondaria per le piattaforme in direzione ovest fu aperta intorno al 1948, ma è ora inutilizzata. Degni di nota, e risalenti alla stessa epoca, sono anche i roundel in cemento sulle piattaforme, alcuni combinati con lampioni.

## Strutture e impianti
Nel 2018 era stato annunciato che la stazione sarebbe stata resa accessibile a persone disabili entro il 2022, come parte di un piano di investimenti da 200 milioni di sterline per aumentare il numero di stazioni accessibili sulla rete metropolitana. In seguito il piano è stato temporaneamente accantonato e solo la fase di progettazione è stata portata a termine. Snaresbrook al momento non è compresa nell'elenco delle prossime nove stazioni della metropolitana che dovrebbero divenire accessibili entro il 2026.
È compresa nella Travelcard Zone 4.

## Interscambi
Nelle vicinanze della stazione effettuano fermata alcune linee urbane automobilistiche, gestite da London Buses.
- Fermata autobus.

## Galleria d'immagini

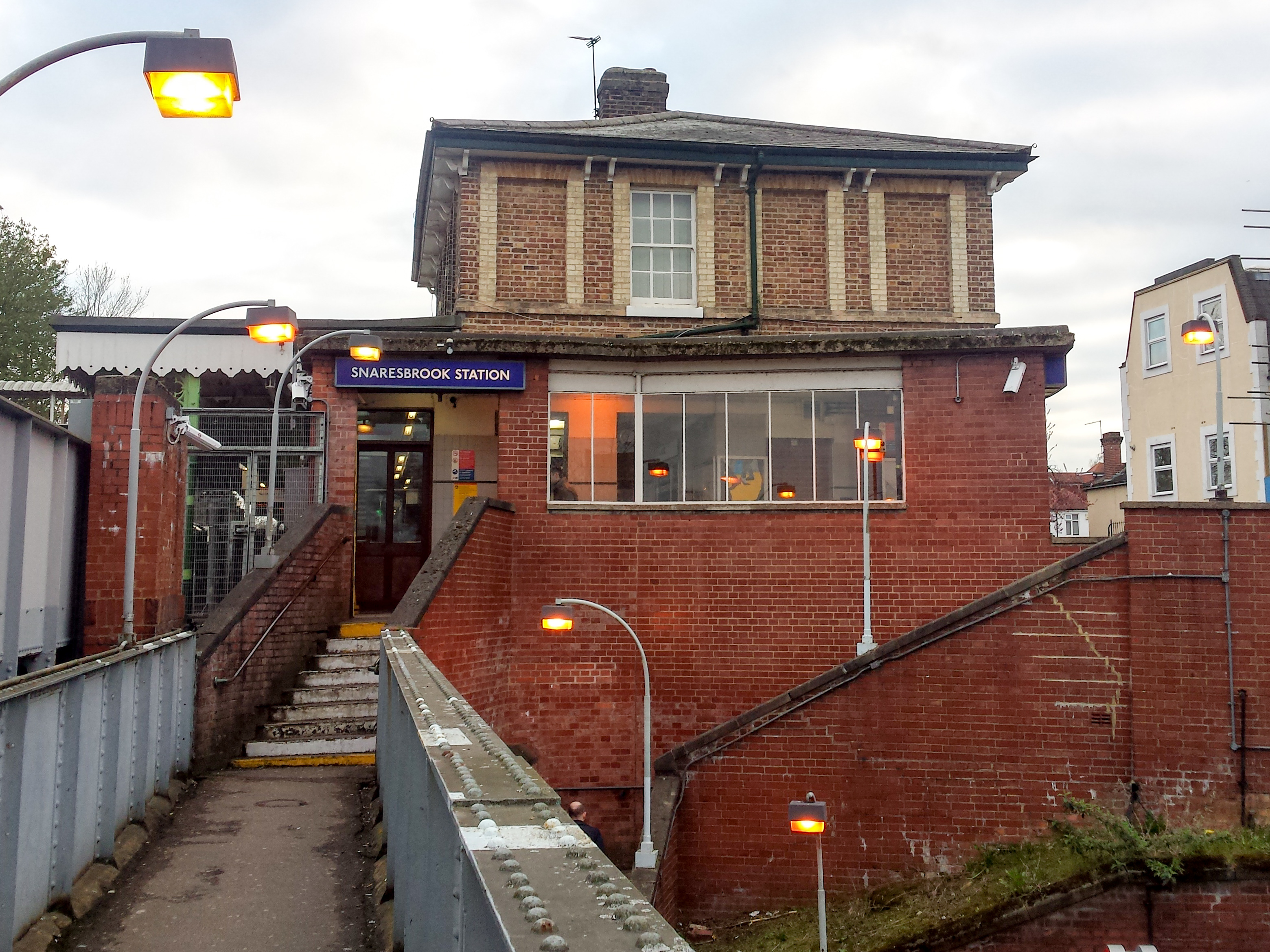
Ingresso alternativo con sovrappassaggio pedonale
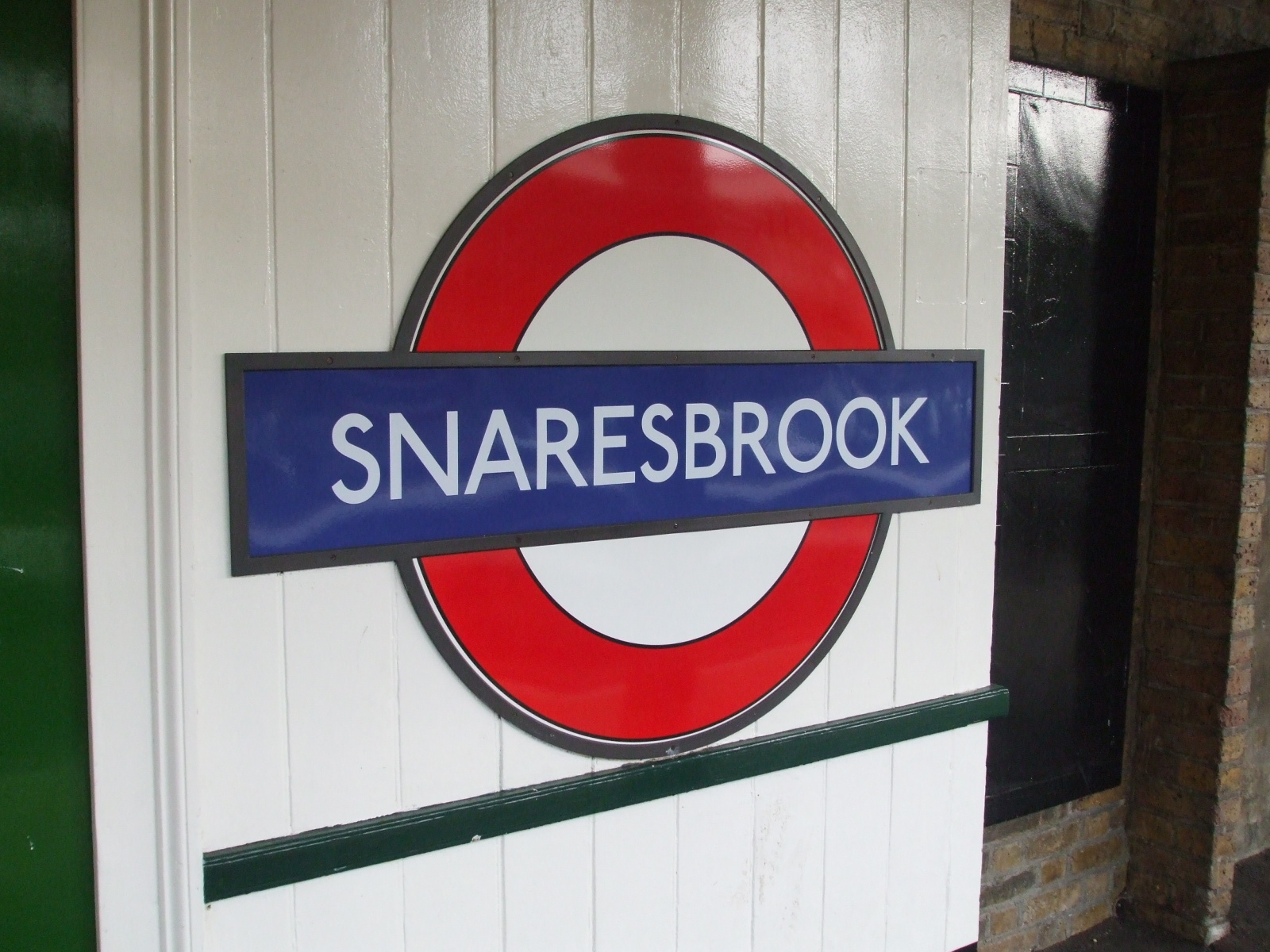
Roundel sulla piattaforma in direzione ovest
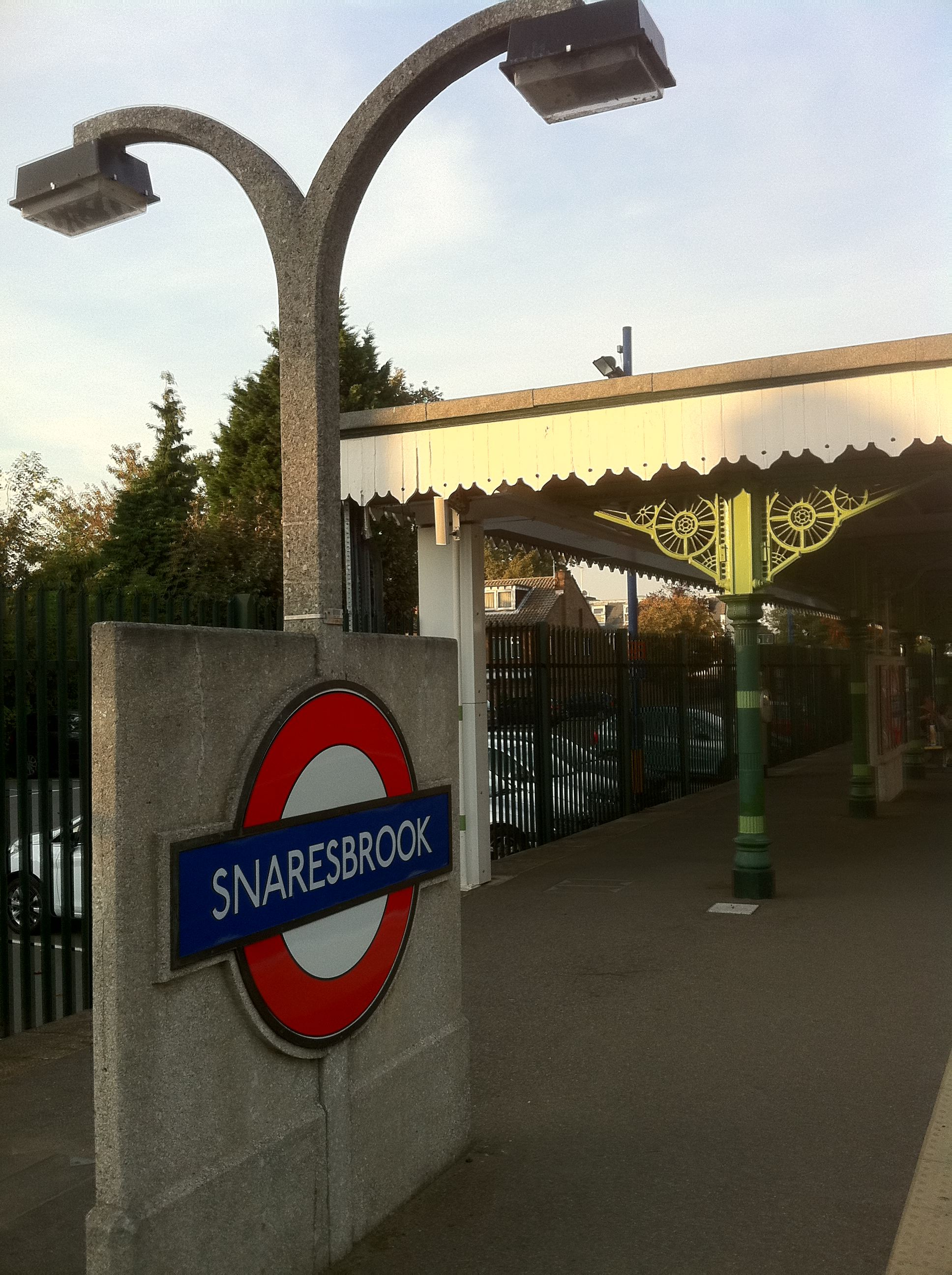
Roundel in cemento sulla piattaforma in direzione est